# How to Cook That
How To Cook That («Как приготовить это») — веб-сайт и канал на YouTube, где представлены видео-рецепты выпечки и украшения тематических тортов, десертов, шоколадных и прочих кондитерских изделий. Запущенный как веб-сайт в 2011 году, соответствующий канал на YouTube позже набрал более 4 миллионов подписчиков, превысив 15,3 миллиона просмотров видео в месяц. Созданный основательницей сайта Энн Рирдон канал на YouTube освещался в крупных изданиях, включая Forbes, The Huffington Post и Sydney Morning Herald.

## История
Сайт «How To Cook That» был основан Энн Рирдон в 2011 году. До того, как стать ютубером, Рирдон работала квалифицированным диетологом. Затем она ушла из сферы питания, чтобы работать с молодежью в бедном районе Западной Австралии. Она организовывала кейтеринг собственными силами для различных мероприятий. За это время Рирдон на собственной кухне научила многих молодых людей готовить.
В 2009 году Рирдон со своей семьей переехала в Сидней, и сначала запустила «How To Cook That» в виде веб-сайта, содержащего как видео-рецепты, так и интернет-магазин. Сайт был запущен после того, как у нее родился третий сын, чтобы бодрствовать во время ночных кормлений ребенка. Рирдон писала по одному посту с рецептами каждую неделю и иногда снимала видео, чтобы дополнить рецепты. Видео были слишком большими для сайта, поэтому она стала загружать их на YouTube и встраивать на свой сайт. По мере того, как популярность видео росла, Рирдон стала загружать их все чаще.
Количество просмотров начиналось с тысяч и выросло до миллионов, привлекая внимание средств массовой информации. В 2013 году Би-би-си связалась с Рирдон с просьбой изготовить торт к 50-летию сериала «Doctor Who». Она испекла шоколадный торт в форме далека, который позже был показан на Би-би-си, а также на Variety. В том же году Рирдон подписала соглашение с DECA, многоканальной сетью YouTube, базирующейся в США. Рирдон также начала партнерство с брендом в декабре 2013 года, используя бытовую технику фирмы Breville, которая поставляла ей товары для раздачи подарков.
Число подписчиков быстро росло параллельно с возрастающим вниманием средств массовой информации, и к февралю 2014 года у канала было 450 тыс. подписчиков и в среднем 3,7 миллиона просмотров видео в месяц, что сделало его самым популярным каналом выпечки на YouTube в Австралии и третьим по популярности в мире. К августу того же года у него было более 770 тыс. подписчиков, а количество просмотров видео за месяц превысило 5,3 миллиона. В конце 2014 года канал собрал более 1 млн подписчиков, общее количество просмотров превысило 100 миллионов, и его показали в Tubefilter News. К февралю 2015 года канал набирал 14 млн просмотров за один месяц.

## Контент
Рецепты на сайте «How To Cook That» в основном представляют десерты, в том числе торты, украшенные героями мультфильмов, в форме логотипов социальных сетей, а также гигантские классические шоколадные батончики. Некоторые из самых популярных включают 5-фунтовый батончик Snickers, торт Instagram и гигантский шоколад Kit Kat. Торт Instagram был показан в The Huffington Post, а также на более чем 500 веб-сайтах. Рецепт торта «Мстители» был описан в статье на CNET. Рирдон также разработала рецепт торта в форме кнопки «Play» на YouTube. На сайте продаются собственные продукты, в том числе шаблоны тортов.
Рирдон также построила полностью функционирующую кухню для кукольного домика и использовала ее для выпечки миниатюрных тортов. Ее миниатюрная выпечка включает в себя приготовление крошечных яиц с использованием альгиновой кислоты.
Помимо создания веб-сайта и канала на YouTube, Рирдон выпустила мобильное приложение под названием Surprise Cakes в Apple Store и Google Play. Это первое в мире приложение с дополненной реальностью для выпечки тортов, созданное по мотивам игрового приложения. Приложение позволяет пользователям оживить торт с помощью трехмерных движущихся драконов, единорогов, радуг и фейерверков.